# Bilan saison par saison du Birmingham City Football Club
Cet article présente le bilan saison par saison du Birmingham City Football Club, à savoir ses résultats en championnat, coupes nationales et coupes européennes depuis sa première participation en Coupe d'Angleterre en 1881.

## Légende du tableau
| Champion / Vainqueur | Deuxième / Finaliste | Troisième | Promotion | Relégation |

Les changements de divisions sont indiqués en gras.
- Première division = Division 1 (jusqu'en 1992) puis Premier League (depuis 1992)
- Deuxième division = Division 2 (jusqu'en 1992) puis Division 1 (1992-2004) puis Championship (depuis 2004)
- Troisième  division = Division 3 (jusqu'en 1992) puis Division 2 (1992-2004) puis League One (depuis 2004)
- Quatrième division = Division 4 (jusqu'en 1992) puis Division 3 (1992-2004) puis League Two (depuis 2004)

- C3 = Coupe des villes de foires (1955-1971) puis Coupe UEFA (1971-2009) puis Ligue Europa (depuis 2009)

## Bilan toutes compétitions confondues
| 1881-1882                                                                                | Pas de championnat | Pas de championnat | Pas de championnat | Pas de championnat | Pas de championnat | Pas de championnat | Pas de championnat | Pas de championnat | Pas de championnat | Pas de championnat | Deuxième tour      | —                | — | —                    | —  | —                |
| 1882-1883                                                                                | Pas de championnat | Pas de championnat | Pas de championnat | Pas de championnat | Pas de championnat | Pas de championnat | Pas de championnat | Pas de championnat | Pas de championnat | Pas de championnat | Deuxième tour      | —                | — | —                    | —  | —                |
| 1883-1884                                                                                | Pas de championnat | Pas de championnat | Pas de championnat | Pas de championnat | Pas de championnat | Pas de championnat | Pas de championnat | Pas de championnat | Pas de championnat | Pas de championnat | Deuxième tour      | —                | — | —                    | —  | —                |
| 1884-1885                                                                                | Pas de championnat | Pas de championnat | Pas de championnat | Pas de championnat | Pas de championnat | Pas de championnat | Pas de championnat | Pas de championnat | Pas de championnat | Pas de championnat | Deuxième tour      | —                | — | —                    | —  | —                |
| 1885-1886                                                                                | Pas de championnat | Pas de championnat | Pas de championnat | Pas de championnat | Pas de championnat | Pas de championnat | Pas de championnat | Pas de championnat | Pas de championnat | Pas de championnat | Deuxième tour      | —                | — | —                    | —  | —                |
| 1886-1887                                                                                | Pas de championnat | Pas de championnat | Pas de championnat | Pas de championnat | Pas de championnat | Pas de championnat | Pas de championnat | Pas de championnat | Pas de championnat | Pas de championnat | Deuxième tour      | —                | — | —                    | —  | —                |
| 1887-1888                                                                                | Pas de championnat | Pas de championnat | Pas de championnat | Pas de championnat | Pas de championnat | Pas de championnat | Pas de championnat | Pas de championnat | Pas de championnat | Pas de championnat | Deuxième tour      | —                | — | —                    | —  | —                |
| 1888-1889                                                                                | Pas de championnat | Pas de championnat | Pas de championnat | Pas de championnat | Pas de championnat | Pas de championnat | Pas de championnat | Pas de championnat | Pas de championnat | Pas de championnat | Premier tour       | —                | — | —                    | —  | —                |
| 1889-1890                                                                                | Football Alliance  | 10e                | 17                 | 22                 | 6                  | 5                  | 11                 | 44                 | 67                 | -23                | Deuxième tour      | —                | — | —                    | —  | —                |
| 1890-1891                                                                                | Football Alliance  | 10e                | 16                 | 22                 | 7                  | 2                  | 13                 | 58                 | 66                 | -8                 | Disqualifié        | —                | — | —                    | —  | —                |
| 1891-1892                                                                                | Football Alliance  | 3e                 | 29                 | 22                 | 12                 | 5                  | 5                  | 53                 | 36                 | +17                | Deuxième tour      | —                | — | —                    | —  | —                |
| 1892-1893                                                                                | Division 2         | 1er                | 36                 | 22                 | 17                 | 2                  | 3                  | 90                 | 35                 | +55                | Premier tour       | —                | — | —                    | —  | —                |
| 1893-1894                                                                                | Division 2         | 2e                 | 42                 | 28                 | 21                 | 0                  | 7                  | 103                | 44                 | +59                | Premier tour       | —                | — | —                    | —  | —                |
| 1894-1895                                                                                | Division 1         | 12e                | 25                 | 30                 | 9                  | 7                  | 14                 | 50                 | 74                 | -24                | Premier tour       | —                | — | —                    | —  | —                |
| 1895-1896                                                                                | Division 1         | 15e                | 20                 | 30                 | 8                  | 4                  | 18                 | 39                 | 79                 | -40                | Premier tour       | —                | — | —                    | —  | —                |
| 1896-1897                                                                                | Division 2         | 4e                 | 37                 | 30                 | 16                 | 5                  | 9                  | 69                 | 47                 | +22                | Premier tour       | —                | — | —                    | —  | —                |
| 1897-1898                                                                                | Division 2         | 6e                 | 36                 | 30                 | 16                 | 4                  | 10                 | 58                 | 50                 | +58                | Troisième tour Q   | —                | — | —                    | —  | —                |
| 1898-1899                                                                                | Division 2         | 8e                 | 41                 | 34                 | 17                 | 7                  | 10                 | 85                 | 50                 | +35                | Deuxième tour      | —                | — | —                    | —  | —                |
| 1899-1900                                                                                | Division 2         | 3e                 | 46                 | 34                 | 20                 | 6                  | 8                  | 78                 | 38                 | +40                | Cinquième tour Q   | —                | — | —                    | —  | —                |
| 1900-1901                                                                                | Division 2         | 2e                 | 48                 | 34                 | 19                 | 10                 | 5                  | 57                 | 24                 | +33                | Quarts de finale   | —                | — | —                    | —  | —                |
| 1901-1902                                                                                | Division 1         | 17e                | 30                 | 34                 | 11                 | 8                  | 15                 | 47                 | 45                 | +2                 | Tour intermédiaire | —                | — | —                    | —  | —                |
| 1902-1903                                                                                | Division 2         | 2e                 | 51                 | 34                 | 24                 | 3                  | 7                  | 74                 | 36                 | +38                | Premier tour       | —                | — | —                    | —  | —                |
| 1903-1904                                                                                | Division 1         | 11e                | 30                 | 34                 | 11                 | 8                  | 15                 | 39                 | 52                 | -13                | Tour intermédiaire | —                | — | —                    | —  | —                |
| 1904-1905                                                                                | Division 1         | 7e                 | 39                 | 34                 | 17                 | 5                  | 12                 | 54                 | 38                 | +16                | Premier tour       | —                | — | —                    | —  | —                |
| 1905-1906                                                                                | Division 1         | 7e                 | 41                 | 38                 | 17                 | 7                  | 14                 | 65                 | 59                 | +6                 | Quarts de finale   | —                | — | —                    | —  | —                |
| 1906-1907                                                                                | Division 1         | 9e                 | 38                 | 38                 | 15                 | 8                  | 15                 | 52                 | 52                 | 0                  | Premier tour       | —                | — | —                    | —  | —                |
| 1907-1908                                                                                | Division 1         | 20e                | 30                 | 38                 | 9                  | 12                 | 17                 | 40                 | 60                 | -20                | Premier tour       | —                | — | —                    | —  | —                |
| 1908-1909                                                                                | Division 2         | 11e                | 37                 | 38                 | 14                 | 9                  | 15                 | 58                 | 61                 | -3                 | Premier tour       | —                | — | —                    | —  | —                |
| 1909-1910                                                                                | Division 2         | 20e                | 23                 | 38                 | 8                  | 7                  | 23                 | 42                 | 78                 | -36                | Premier tour       | —                | — | —                    | —  | —                |
| 1910-1911                                                                                | Division 2         | 16e                | 32                 | 38                 | 12                 | 8                  | 18                 | 42                 | 64                 | -22                | Premier tour       | —                | — | —                    | —  | —                |
| 1911-1912                                                                                | Division 2         | 12e                | 34                 | 38                 | 14                 | 6                  | 18                 | 55                 | 59                 | -4                 | Premier tour       | —                | — | —                    | —  | —                |
| 1912-1913                                                                                | Division 2         | 3e                 | 46                 | 38                 | 18                 | 10                 | 10                 | 59                 | 44                 | +15                | Premier tour       | —                | — | —                    | —  | —                |
| 1913-1914                                                                                | Division 2         | 14e                | 34                 | 38                 | 12                 | 10                 | 16                 | 48                 | 60                 | -12                | Troisième tour     | —                | — | —                    | —  | —                |
| 1914-1915                                                                                | Division 2         | 6e                 | 43                 | 38                 | 17                 | 9                  | 12                 | 62                 | 39                 | +23                | Troisième tour     | —                | — | —                    | —  | —                |
| Aucune compétition disputée entre 1915 et 1919 en raison de la Première Guerre mondiale. |                    |                    |                    |                    |                    |                    |                    |                    |                    |                    |                    |                  |   |                      |    |                  |
| 1919-1920                                                                                | Division 2         | 3e                 | 56                 | 42                 | 24                 | 8                  | 10                 | 85                 | 34                 | +51                | Troisième tour     | —                | — | —                    | —  | —                |
| 1920-1921                                                                                | Division 2         | 1er                | 58                 | 42                 | 24                 | 10                 | 8                  | 79                 | 38                 | +41                | Premier tour       | —                | — | —                    | —  | —                |
| 1921-1922                                                                                | Division 1         | 18e                | 37                 | 42                 | 15                 | 7                  | 20                 | 48                 | 60                 | -12                | Non-inscrit        | —                | — | —                    | —  | —                |
| 1922-1923                                                                                | Division 1         | 17e                | 37                 | 42                 | 13                 | 11                 | 18                 | 41                 | 57                 | -16                | Premier tour       | —                | — | —                    | —  | —                |
| 1923-1924                                                                                | Division 1         | 14e                | 39                 | 42                 | 13                 | 13                 | 16                 | 41                 | 49                 | -8                 | Premier tour       | —                | — | —                    | —  | —                |
| 1924-1925                                                                                | Division 1         | 8e                 | 46                 | 42                 | 17                 | 12                 | 13                 | 49                 | 53                 | -4                 | Troisième tour     | —                | — | —                    | —  | —                |
| 1925-1926                                                                                | Division 1         | 14e                | 40                 | 42                 | 16                 | 8                  | 18                 | 66                 | 81                 | -15                | Quatrième tour     | —                | — | —                    | —  | —                |
| 1926-1927                                                                                | Division 1         | 17e                | 38                 | 42                 | 17                 | 4                  | 21                 | 64                 | 73                 | -9                 | Quatrième tour     | —                | — | —                    | —  | —                |
| 1927-1928                                                                                | Division 1         | 11e                | 41                 | 42                 | 13                 | 15                 | 14                 | 70                 | 75                 | -5                 | Cinquième tour     | —                | — | —                    | —  | —                |
| 1928-1929                                                                                | Division 1         | 15e                | 40                 | 42                 | 15                 | 10                 | 17                 | 68                 | 77                 | -9                 | Quatrième tour     | —                | — | —                    | —  | —                |
| 1929-1930                                                                                | Division 1         | 11e                | 41                 | 42                 | 16                 | 9                  | 17                 | 67                 | 62                 | +5                 | Quatrième tour     | —                | — | —                    | —  | —                |
| 1930-1931                                                                                | Division 1         | 19e                | 36                 | 42                 | 13                 | 10                 | 19                 | 55                 | 70                 | -15                | Finale             | —                | — | —                    | —  | —                |
| 1931-1932                                                                                | Division 1         | 9e                 | 44                 | 42                 | 18                 | 8                  | 16                 | 78                 | 67                 | +11                | Quatrième tour     | —                | — | —                    | —  | —                |
| 1932-1933                                                                                | Division 1         | 13e                | 39                 | 42                 | 14                 | 11                 | 17                 | 57                 | 57                 | 0                  | Quarts de finale   | —                | — | —                    | —  | —                |
| 1933-1934                                                                                | Division 1         | 20e                | 36                 | 42                 | 12                 | 12                 | 18                 | 54                 | 56                 | -2                 | Cinquième tour     | —                | — | —                    | —  | —                |
| 1934-1935                                                                                | Division 1         | 19e                | 36                 | 42                 | 13                 | 10                 | 19                 | 63                 | 81                 | -17                | Quarts de finale   | —                | — | —                    | —  | —                |
| 1935-1936                                                                                | Division 1         | 12e                | 41                 | 42                 | 15                 | 11                 | 16                 | 61                 | 63                 | -2                 | Troisième tour     | —                | — | —                    | —  | —                |
| 1936-1937                                                                                | Division 1         | 11e                | 41                 | 42                 | 13                 | 15                 | 14                 | 64                 | 60                 | +4                 | Troisième tour     | —                | — | —                    | —  | —                |
| 1937-1938                                                                                | Division 1         | 18e                | 38                 | 42                 | 10                 | 18                 | 14                 | 58                 | 62                 | -4                 | Troisième tour     | —                | — | —                    | —  | —                |
| 1938-1939                                                                                | Division 1         | 21e                | 32                 | 42                 | 12                 | 8                  | 22                 | 62                 | 84                 | -22                | Cinquième tour     | —                | — | —                    | —  | —                |
| Aucune compétition disputée entre 1939 et 1945 en raison de la Seconde Guerre mondiale.  |                    |                    |                    |                    |                    |                    |                    |                    |                    |                    |                    |                  |   |                      |    |                  |
| 1945-1946                                                                                | —                  | —                  | —                  | —                  | —                  | —                  | —                  | —                  | —                  | —                  | Demi-finales       | —                | — | —                    | —  | —                |
| 1946-1947                                                                                | Division 2         | 3e                 | 55                 | 42                 | 25                 | 5                  | 12                 | 74                 | 33                 | +39                | Quarts de finale   | —                | — | —                    | —  | —                |
| 1947-1948                                                                                | Division 2         | 1er                | 59                 | 42                 | 22                 | 15                 | 5                  | 55                 | 24                 | +31                | Troisième tour     | —                | — | —                    | —  | —                |
| 1948-1949                                                                                | Division 1         | 17e                | 37                 | 42                 | 11                 | 15                 | 16                 | 36                 | 38                 | -2                 | Troisième tour     | —                | — | —                    | —  | —                |
| 1949-1950                                                                                | Division 1         | 22e                | 28                 | 42                 | 7                  | 14                 | 21                 | 31                 | 67                 | -36                | Troisième tour     | —                | — | —                    | —  | —                |
| 1950-1951                                                                                | Division 2         | 4e                 | 49                 | 42                 | 20                 | 9                  | 13                 | 64                 | 53                 | +11                | Demi-finales       | —                | — | —                    | —  | —                |
| 1951-1952                                                                                | Division 2         | 3e                 | 51                 | 42                 | 21                 | 9                  | 12                 | 67                 | 56                 | +11                | Quatrième tour     | —                | — | —                    | —  | —                |
| 1952-1953                                                                                | Division 2         | 6e                 | 48                 | 42                 | 19                 | 10                 | 13                 | 71                 | 66                 | +5                 | Quarts de finale   | —                | — | —                    | —  | —                |
| 1953-1954                                                                                | Division 2         | 7e                 | 47                 | 42                 | 18                 | 11                 | 13                 | 78                 | 58                 | +20                | Quatrième tour     | —                | — | —                    | —  | —                |
| 1954-1955                                                                                | Division 2         | 1er                | 54                 | 42                 | 22                 | 10                 | 10                 | 92                 | 47                 | +45                | Quarts de finale   | —                | — | —                    | —  | —                |
| 1955-1956                                                                                | Division 1         | 6e                 | 45                 | 42                 | 18                 | 9                  | 15                 | 75                 | 57                 | +28                | Finale             | —                | — | —                    | —  | —                |
| 1956-1957                                                                                | Division 1         | 12e                | 39                 | 42                 | 15                 | 9                  | 18                 | 69                 | 69                 | 0                  | Demi-finales       | —                | — | —                    | —  | —                |
| 1957-1958                                                                                | Division 1         | 13e                | 39                 | 42                 | 14                 | 11                 | 17                 | 76                 | 89                 | -13                | Troisième tour     | —                | — | —                    | C3 | Demi-finales     |
| 1958-1959                                                                                | Division 1         | 9e                 | 46                 | 42                 | 20                 | 6                  | 16                 | 84                 | 68                 | +14                | Cinquième tour     | —                | — | —                    | —  | —                |
| 1959-1960                                                                                | Division 1         | 19e                | 36                 | 42                 | 13                 | 10                 | 19                 | 63                 | 80                 | -17                | Troisième tour     | —                | — | —                    | C3 | Finale           |
| 1960-1961                                                                                | Division 1         | 19e                | 34                 | 42                 | 14                 | 6                  | 22                 | 62                 | 84                 | -22                | Cinquième tour     | Troisième tour   | — | —                    | C3 | Finale           |
| 1961-1962                                                                                | Division 1         | 17e                | 38                 | 42                 | 14                 | 10                 | 18                 | 65                 | 81                 | -16                | Troisième tour     | Premier tour     | — | —                    | C3 | Deuxième tour    |
| 1962-1963                                                                                | Division 1         | 20e                | 33                 | 42                 | 10                 | 13                 | 19                 | 63                 | 90                 | -27                | Troisième tour     | Vainqueur        | — | —                    | —  | —                |
| 1963-1964                                                                                | Division 1         | 20e                | 29                 | 42                 | 11                 | 7                  | 24                 | 54                 | 92                 | -38                | Troisième tour     | Deuxième tour    | — | —                    | —  | —                |
| 1964-1965                                                                                | Division 1         | 22e                | 27                 | 42                 | 8                  | 11                 | 23                 | 64                 | 96                 | -32                | Troisième tour     | Deuxième tour    | — | —                    | —  | —                |
| 1965-1966                                                                                | Division 2         | 10e                | 41                 | 42                 | 16                 | 9                  | 17                 | 70                 | 75                 | -5                 | Quatrième tour     | Deuxième tour    | — | —                    | —  | —                |
| 1966-1967                                                                                | Division 2         | 10e                | 40                 | 42                 | 16                 | 8                  | 18                 | 70                 | 66                 | +4                 | Quarts de finale   | Demi-finales     | — | —                    | —  | —                |
| 1967-1968                                                                                | Division 2         | 4e                 | 52                 | 42                 | 19                 | 14                 | 9                  | 83                 | 51                 | +32                | Demi-finales       | Troisième tour   | — | —                    | —  | —                |
| 1968-1969                                                                                | Division 2         | 7e                 | 44                 | 42                 | 18                 | 8                  | 16                 | 73                 | 59                 | +14                | Cinquième tour     | Deuxième tour    | — | —                    | —  | —                |
| 1969-1970                                                                                | Division 2         | 18e                | 33                 | 42                 | 11                 | 11                 | 20                 | 51                 | 78                 | -27                | Troisième tour     | Deuxième tour    | — | —                    | —  | —                |
| 1970-1971                                                                                | Division 2         | 9e                 | 46                 | 42                 | 17                 | 12                 | 13                 | 58                 | 48                 | +10                | Troisième tour     | Quatrième tour   | — | —                    | —  | —                |
| 1971-1972                                                                                | Division 2         | 2e                 | 56                 | 42                 | 19                 | 18                 | 5                  | 60                 | 31                 | +29                | Demi-finales       | Deuxième tour    | — | —                    | —  | —                |
| 1972-1973                                                                                | Division 1         | 10e                | 42                 | 42                 | 15                 | 12                 | 15                 | 53                 | 54                 | -1                 | Troisième tour     | Quatrième tour   | — | —                    | —  | —                |
| 1973-1974                                                                                | Division 1         | 19e                | 37                 | 42                 | 12                 | 13                 | 17                 | 52                 | 64                 | -12                | Quatrième tour     | Quarts de finale | — | —                    | —  | —                |
| 1974-1975                                                                                | Division 1         | 17e                | 37                 | 42                 | 14                 | 9                  | 19                 | 53                 | 61                 | -8                 | Demi-finales       | Deuxième tour    | — | —                    | —  | —                |
| 1975-1976                                                                                | Division 1         | 19e                | 33                 | 42                 | 13                 | 7                  | 22                 | 57                 | 75                 | -18                | Troisième tour     | Troisième tour   | — | —                    | —  | —                |
| 1976-1977                                                                                | Division 1         | 13e                | 38                 | 42                 | 13                 | 12                 | 17                 | 63                 | 61                 | +2                 | Quatrième tour     | Deuxième tour    | — | —                    | —  | —                |
| 1977-1978                                                                                | Division 1         | 11e                | 41                 | 42                 | 16                 | 9                  | 17                 | 55                 | 60                 | -5                 | Quatrième tour     | Deuxième tour    | — | —                    | —  | —                |
| 1978-1979                                                                                | Division 1         | 21e                | 22                 | 42                 | 6                  | 10                 | 26                 | 37                 | 64                 | -27                | Troisième tour     | Deuxième tour    | — | —                    | —  | —                |
| 1979-1980                                                                                | Division 2         | 3e                 | 53                 | 42                 | 21                 | 11                 | 10                 | 58                 | 38                 | +20                | Cinquième tour     | Troisième tour   | — | —                    | —  | —                |
| 1980-1981                                                                                | Division 1         | 13e                | 38                 | 42                 | 13                 | 12                 | 17                 | 50                 | 61                 | -11                | Quatrième tour     | Quarts de finale | — | —                    | —  | —                |
| 1981-1982                                                                                | Division 1         | 16e                | 44                 | 42                 | 10                 | 14                 | 18                 | 53                 | 61                 | -8                 | Troisième tour     | Deuxième tour    | — | —                    | —  | —                |
| 1982-1983                                                                                | Division 1         | 17e                | 50                 | 42                 | 12                 | 14                 | 16                 | 40                 | 55                 | -15                | Quatrième tour     | Quatrième tour   | — | —                    | —  | —                |
| 1983-1984                                                                                | Division 1         | 20e                | 48                 | 42                 | 12                 | 12                 | 18                 | 39                 | 50                 | -11                | Quarts de finale   | Quatrième tour   | — | —                    | —  | —                |
| 1984-1985                                                                                | Division 2         | 2e                 | 82                 | 42                 | 25                 | 7                  | 10                 | 59                 | 33                 | +26                | Troisième tour     | Troisième tour   | — | —                    | —  | —                |
| 1985-1986                                                                                | Division 1         | 21e                | 29                 | 42                 | 8                  | 5                  | 29                 | 30                 | 73                 | -43                | Troisième tour     | Troisième tour   | — | —                    | —  | —                |
| 1986-1987                                                                                | Division 2         | 19e                | 50                 | 42                 | 11                 | 17                 | 14                 | 47                 | 59                 | -12                | Quatrième tour     | Troisième tour   | — | —                    | —  | —                |
| 1987-1988                                                                                | Division 2         | 19e                | 48                 | 44                 | 11                 | 15                 | 18                 | 41                 | 66                 | -25                | Cinquième tour     | Premier tour     | — | —                    | —  | —                |
| 1988-1989                                                                                | Division 2         | 23e                | 35                 | 46                 | 8                  | 11                 | 27                 | 31                 | 76                 | -45                | Troisième tour     | Deuxième tour    | — | —                    | —  | —                |
| 1989-1990                                                                                | Division 3         | 7e                 | 66                 | 46                 | 18                 | 12                 | 16                 | 60                 | 59                 | +1                 | Troisième tour     | Deuxième tour    | — | Phase de groupes Sud | —  | —                |
| 1990-1991                                                                                | Division 3         | 12e                | 65                 | 46                 | 16                 | 17                 | 13                 | 45                 | 49                 | -4                 | Deuxième tour      | Premier tour     | — | Vainqueur            | —  | —                |
| 1991-1992                                                                                | Division 3         | 2e                 | 81                 | 46                 | 23                 | 12                 | 11                 | 69                 | 52                 | +17                | Premier tour       | Troisième tour   | — | Phase de groupes Sud | —  | —                |
| 1992-1993                                                                                | Division 1         | 19e                | 51                 | 46                 | 13                 | 12                 | 21                 | 50                 | 72                 | -22                | Premier tour       | Premier tour     | — | —                    | —  | —                |
| 1993-1994                                                                                | Division 1         | 22e                | 51                 | 46                 | 13                 | 12                 | 21                 | 52                 | 69                 | -17                | Troisième tour     | Deuxième tour    | — | —                    | —  | —                |
| 1994-1995                                                                                | Division 2         | 1er                | 89                 | 46                 | 25                 | 14                 | 7                  | 84                 | 37                 | +47                | Troisième tour     | Deuxième tour    | — | Vainqueur            | —  | —                |
| 1995-1996                                                                                | Division 1         | 15e                | 58                 | 46                 | 15                 | 13                 | 18                 | 61                 | 64                 | -3                 | Troisième tour     | Demi-finales     | — | —                    | —  | —                |
| 1996-1997                                                                                | Division 1         | 10e                | 66                 | 46                 | 17                 | 15                 | 14                 | 52                 | 48                 | +4                 | Cinquième tour     | Deuxième tour    | — | —                    | —  | —                |
| 1997-1998                                                                                | Division 1         | 7e                 | 74                 | 46                 | 19                 | 17                 | 10                 | 60                 | 35                 | +25                | Cinquième tour     | Troisième tour   | — | —                    | —  | —                |
| 1998-1999                                                                                | Division 1         | 4e                 | 81                 | 46                 | 23                 | 12                 | 11                 | 66                 | 37                 | +29                | Troisième tour     | Troisième tour   | — | —                    | —  | —                |
| 1999-2000                                                                                | Division 1         | 5e                 | 77                 | 46                 | 22                 | 11                 | 13                 | 65                 | 44                 | +21                | Quatrième tour     | Quatrième tour   | — | —                    | —  | —                |
| 2000-2001                                                                                | Division 1         | 5e                 | 78                 | 46                 | 23                 | 9                  | 14                 | 59                 | 48                 | +11                | Troisième tour     | Finale           | — | —                    | —  | —                |
| 2001-2002                                                                                | Division 1         | 5e                 | 76                 | 46                 | 21                 | 13                 | 12                 | 70                 | 49                 | +21                | Troisième tour     | Troisième tour   | — | —                    | —  | —                |
| 2002-2003                                                                                | Premier League     | 13e                | 48                 | 38                 | 13                 | 9                  | 16                 | 41                 | 49                 | -8                 | Troisième tour     | Troisième tour   | — | —                    | —  | —                |
| 2003-2004                                                                                | Premier League     | 10e                | 50                 | 38                 | 12                 | 14                 | 12                 | 43                 | 48                 | -5                 | Cinquième tour     | Deuxième tour    | — | —                    | —  | —                |
| 2004-2005                                                                                | Premier League     | 12e                | 45                 | 38                 | 11                 | 12                 | 15                 | 40                 | 46                 | -6                 | Quatrième tour     | Troisième tour   | — | —                    | —  | —                |
| 2005-2006                                                                                | Premier League     | 18e                | 34                 | 38                 | 8                  | 10                 | 20                 | 28                 | 50                 | -22                | Quarts de finale   | Quarts de finale | — | —                    | —  | —                |
| 2006-2007                                                                                | Championship       | 2e                 | 86                 | 46                 | 26                 | 8                  | 12                 | 67                 | 42                 | +25                | Quatrième tour     | Quatrième tour   | — | —                    | —  | —                |
| 2007-2008                                                                                | Premier League     | 19e                | 35                 | 38                 | 8                  | 11                 | 19                 | 46                 | 62                 | -16                | Troisième tour     | Troisième tour   | — | —                    | —  | —                |
| 2008-2009                                                                                | Championship       | 2e                 | 83                 | 46                 | 23                 | 14                 | 9                  | 54                 | 37                 | +17                | Troisième tour     | Deuxième tour    | — | —                    | —  | —                |
| 2009-2010                                                                                | Premier League     | 9e                 | 50                 | 38                 | 13                 | 11                 | 14                 | 38                 | 47                 | -9                 | Quarts de finale   | Troisième tour   | — | —                    | —  | —                |
| 2010-2011                                                                                | Premier League     | 18e                | 39                 | 38                 | 8                  | 15                 | 15                 | 37                 | 58                 | -21                | Quarts de finale   | Vainqueur        | — | —                    | —  | —                |
| 2011-2012                                                                                | Championship       | 4e                 | 76                 | 46                 | 20                 | 16                 | 10                 | 78                 | 51                 | +27                | Cinquième tour     | Troisième tour   | — | —                    | C3 | Phase de groupes |
| 2012-2013                                                                                | Championship       | 12e                | 61                 | 46                 | 15                 | 16                 | 15                 | 63                 | 69                 | -6                 | Troisième tour     | Deuxième tour    | — | —                    | —  | —                |
| 2013-2014                                                                                | Championship       | 21e                | 44                 | 46                 | 11                 | 11                 | 24                 | 58                 | 74                 | -16                | Quatrième tour     | Quatrième tour   | — | —                    | —  | —                |
| 2014-2015                                                                                | Championship       | 10e                | 63                 | 46                 | 16                 | 15                 | 15                 | 54                 | 64                 | -10                | Quatrième tour     | Deuxième tour    | — | —                    | —  | —                |
| 2015-2016                                                                                | Championship       | 10e                | 63                 | 46                 | 16                 | 15                 | 15                 | 53                 | 49                 | +4                 | Troisième tour     | Troisième tour   | — | —                    | —  | —                |
| 2016-2017                                                                                | Championship       | 19e                | 53                 | 46                 | 13                 | 14                 | 19                 | 45                 | 64                 | -19                | Troisième tour     | Premier tour     | — | —                    | —  | —                |
| 2017-2018                                                                                | Championship       | 19e                | 46                 | 46                 | 13                 | 7                  | 26                 | 38                 | 68                 | -30                | Quatrième tour     | Deuxième tour    | — | —                    | —  | —                |
| 2018-2019                                                                                | Championship       | 17e                | 52-9               | 46                 | 14                 | 19                 | 13                 | 64                 | 58                 | +6                 | Troisième tour     | Premier tour     | — | —                    | —  | —                |
| 2019-2020                                                                                | Championship       | 20e                | 50                 | 46                 | 12                 | 14                 | 20                 | 54                 | 75                 | -21                | Cinquième tour     | Premier tour     | — | —                    | —  | —                |
| 2020-2021                                                                                | Championship       | 18e                | 52                 | 46                 | 13                 | 13                 | 20                 | 37                 | 61                 | -24                | Troisième tour     | Premier tour     | — | —                    | —  | —                |
| 2021-2022                                                                                | Championship       | 20e                | 47                 | 46                 | 11                 | 14                 | 21                 | 50                 | 75                 | -25                | Troisième tour     | Deuxième tour    | — | —                    | —  | —                |
| 2022-2023                                                                                | Championship       | 17e                | 53                 | 46                 | 14                 | 11                 | 21                 | 47                 | 58                 | -11                | Quatrième tour     | Premier tour     | — | —                    | —  | —                |
| 2023-2024                                                                                | Championship       | 22e                | 50                 | 46                 | 13                 | 11                 | 22                 | 50                 | 65                 | -15                | Quatrième tour     | Deuxième tour    | — | —                    | —  | —                |
| 2024-2025                                                                                | League One         | 1er                | 111                | 46                 | 34                 | 9                  | 3                  | 84                 | 31                 | +53                | Quatrième tour     | Deuxième tour    | — | —                    | —  | —                |